# Philautus nephophilus
Philautus nephophilus é uma espécie de anfíbio anuros da família Rhacophoridae. Está presente em Malásia. A UICN classificou-a como em perigo de extinção.